# كارلوس مويسيس
كارلوس مويسيس (بالبرتغالية: Carlos Moisés da Silva) هو سياسي برازيلي، ولد في 17 أغسطس 1967 في فلوريانوبوليس في البرازيل. نشط حزبياً في Social Liberal Party (Brazil) ‏. وقد انتخب governor of Santa Catarina ‏ (2019 – ).